# آرمسترانگ (ویسکانسین)
آرمسترانگ (به انگلیسی: Armstrong) یک منطقهٔ مسکونی در ایالات متحده آمریکا است که در Osceola واقع شده‌است. آرمسترانگ ۳۲۷٫۹۷ متر بالاتر از سطح دریا واقع شده‌است.